# Murakami (Familienname)
Murakami (jap. 村上) ist ein japanischer Familienname.

## Namensträger
- Akemi Murakami (* 1983), japanische Pianistin
- Daisuke Murakami (Snowboarder) (* 1983), japanischer Snowboarder
- Daisuke Murakami (Eiskunstläufer) (* 1991), amerikanisch-japanischer Eiskunstläufer
- Fumiyuki Murakami (* 1985), japanischer Snowboarder
- Murakami Genzō (1910–2006), japanischer Schriftsteller
- Haruki Murakami (* 1949), japanischer Autor
- Murakami Harutarō (1872–1947), japanischer Astronom und Physiker
- Haruto Murakami (* 2002), japanischer Fußballspieler
- Hiroshi Murakami (* 1948), japanischer Jazzmusiker
- James J. Murakami (1931–2022), Szenenbildner, Requisiteur und Artdirector
- Jimmy T. Murakami (1933–2014), US-amerikanischer Animator, Filmregisseur, Filmproduzent und Drehbuchautor
- Jumpei Murakami (* 1985), japanischer Radrennfahrer
- Junichi Murakami (1933–2017), japanischer Rechtswissenschaftler
- Kazuki Murakami (Fußballspieler) (* 1987), japanischer Fußballspieler
- Kazuki Murakami (Wasserspringer) (* 1989), japanischer Wasserspringer
- Murakami Kagaku (1888–1939), japanischer Maler
- Murakami Kakuichi (1862–1927), japanischer Admiral und Politiker
- Kanako Murakami (* 1994), japanische Eiskunstläuferin
- Kazuhiro Murakami (* 1981), japanischer Fußballspieler
- Kazuo Murakami (1936–2021), japanischer Genetiker
- Keishi Murakami (* 2002), japanischer Fußballspieler
- Murakami Kijō (1865–1938), japanischer Lyriker
- Mai Murakami (* 1996), japanische Turnerin
- Maki Murakami, japanische Mangaka
- Masaaki Murakami (* 1992), japanischer Fußballspieler
- Masanori Murakami (* 1944), japanischer Baseballspieler
- Megumi Murakami (* 1985), japanische Beachvolleyballspielerin
- Murakami Namiroku (1865–1944), japanischer Schriftsteller
- Murakami Naojirō (1868–1966), japanischer Historiker
- Naomi Murakami (* 1974), japanische Badmintonspielerin
- Norikazu Murakami (* 1981), japanischer Fußballspieler
- Raika Murakami (* 2004), japanische Hammerwerferin
- Ryū Murakami (* 1952), japanischer Autor
- Murakami Saburō (1925–1996), japanischer Künstler
- Seiichirō Murakami (* 1952), japanischer Politiker
- Shūichi Murakami (1951–2021), japanischer Jazzmusiker
- Takashi Murakami (Golfspieler) (* 1944), japanischer Golfspieler
- Takashi Murakami (* 1962), japanischer Künstler
- Takashi Murakami (Mangaka) (* 1965), japanischer Mangaka
- Takashi Murakami (Tennisspieler), japanischer Tennisspieler
- Murakami Takejirō (1882–1969), japanischer Metallurg
- Takumi Murakami (* 1989), japanischer Fußballspieler
- Teruo Murakami (1938–2013), japanischer Tischtennisspieler
- Yosuke Murakami (* 2002), japanischer Fußballspieler
- Yūhi Murakami (* 2000), japanischer Fußballspieler
- Yukifumi Murakami (* 1979), japanischer Speerwerfer
- Yukito Murakami (* 2001), japanischer Fußballspieler
- Yuma Murakami (* 1992), japanischer Eisschnellläufer
- Yura Murakami (* 2000), japanische Nordische Kombiniererin
- Yūsuke Murakami (* 1984), japanischer Fußballspieler